# Вышинский, Кирилл Валериевич
Кири́лл Вале́риевич Выши́нский (укр. Кирило Валерійович Вишинський; род. 19 февраля 1967, Днепропетровск, Днепропетровская область, Украинская ССР, СССР) — украинский и российский журналист и общественный деятель. Исполнительный директор информагентства «Россия сегодня» с 2019 года. Член Совета при Президенте Российской Федерации по развитию гражданского общества и правам человека с 2019 года.
С октября 2006 по февраль 2014 года — журналист программы «Вести» и собственный корреспондент канала «Россия» (позже — «Россия-1») на Украине. Главный редактор портала «РИА Новости — Украина» (2014—2018). Ведущий авторских программ об Украине на телеканале «Россия-24» с 2020 года. С октября 2023 года — главный редактор Радио Sputnik.
Награждён медалью ордена «За заслуги перед Отечеством» I степени, медалью «За возвращение Крыма». 15 мая 2018 года был арестован по ходатайству Службы безопасности Украины по обвинению в государственной измене, освобождён 7 сентября 2019 года в рамках обмена заключёнными между Украиной и Россией.

## Биография

### Молодые годы
Кирилл Валериевич Вышинский родился 19 февраля 1967 года в Днепропетровске. Один дед был награждён медалью «За боевые заслуги» и закончил войну в Польше в звании старшего сержанта, другой, бывший военврачом 3-го ранга, пропал без вести в 1942 году под Харьковом.
В 1974 году поступил в 67-ю среднюю школу Днепропетровска, которую окончил в 1984 году.
В 1985—1987 годах служил в Советской армии на территории Калужской области.
С 1987 по 1991 год учился на филологическом факультете Днепропетровского государственного университета имени 300-летия воссоединения Украины с Россией. Его однокурсником был Виталий Портников.
После получения образования поступил на работу учителем русского языка и литературы в родную школу.

### Журналистская и общественная деятельность
В 1996—1998 годах был шеф-редактором на местном днепропетровском «11 канале», который фактически принадлежал премьер-министру Павлу Лазаренко, а затем перешёл под контроль Виктора Пинчука. Позже стал одним из авторов проекта «Уличное телевидение», который был реализован Пинчуком и помог Леониду Кучме переизбраться в 1999 году в президенты Украины.
С 1999 по 2006 год был ведущим и редактором на телеканале «ICTV», также связанном с Пинчуком. Занимал должности шеф-редактора службы информации и программы «Подробно» с Дмитрием Киселёвым. Имел собственную программу под названием «На самом деле», выросшую из «Уличного ТВ» в отдельную передачу и которую в прессе сравнивали с «Итого» Виктора Шендеровича на НТВ, но не в пользу Вышинского.
…О настоящей солидарности, на мой взгляд, можно говорить лишь тогда, когда профессиональная корпорация сформирована — а это значит, что есть чёткие внутрикорпоративные представления о сути профессии, кодекс профессиональной этики — представление о добре и зле и многое другое. Сегодня этого, на мой взгляд, украинским журналистам серьезно не хватает — большинство этих понятий подменено отсебятиной и каким малопонятным, без определенных критериев, разделением на «честных» и «нечестных» журналистов, на «наших» и «ненаших»…Вышинский об украинской журналистике, 2004 год.
В 2003 году Вышинский стал сооснователем и членом организационного комитета джаз-фестиваля в Коктебеле, созданного своим другом Дмитрием Киселёвым при финансовой поддержке Петра Порошенко. После ухода с «ICTV» некоторое время занимался авторскими проектами. В 2006 году, будучи шеф-редактором службы информации телерадиокомпании «Творческое производственное объединение „Телефабрика“», выдвигался кандидатом в депутаты Днепропетровского областного совета от Днепропетровского отделения Народной партии. После парламентских выборов был поощрён благодарностью Центральной избирательной комиссии «за добросовестное исполнение своих обязанностей, организацию на высоком качественном уровне подготовки и проведения выборов народных депутатов Украины 26 марта 2006 года, обеспечение соблюдения принципов избирательного процесса, реализации избирательных прав граждан Украины». При этом впоследствии отмечал, что за 15 лет работы на Украине не был ни разу награждён.

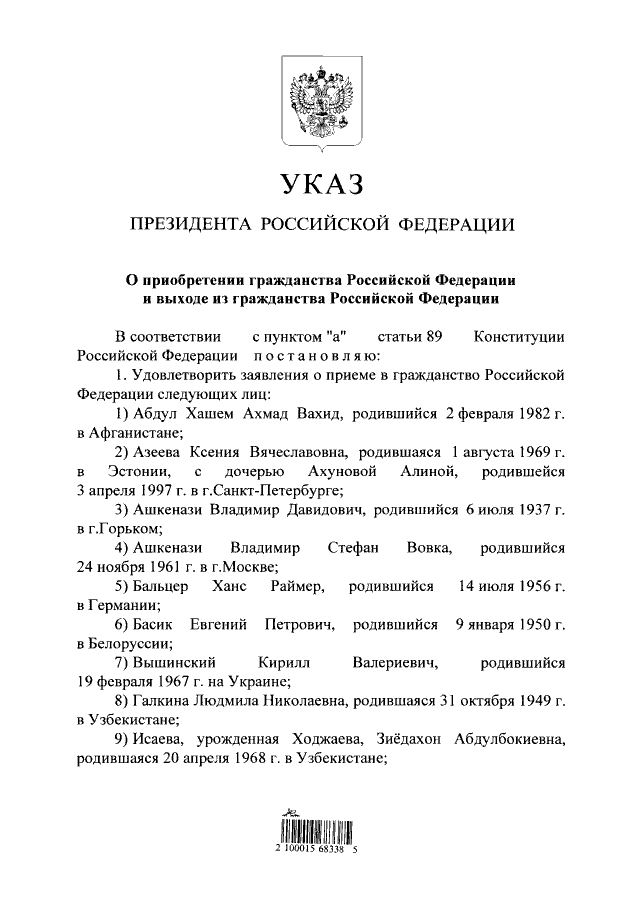
Указ Путина о присвоении гражданства Вышинскому

В октябре 2006 года стал журналистом программы «Вести» и собственным корреспондентом канала «Россия» (позже — «Россия-1») на Украине. В 2010 году был аккредитован на инаугурации президента Виктора Януковича. Освещал протесты на Майдане, меры по урегулированию политического кризиса и окончательную смену власти на Украине. 25 февраля 2014 года выпустил свой последний сюжет для «Вестей» — о формировании нового украинского правительства.
После «Евромайдана» Вышинский возглавил информационное агентство «РИА Новости — Украина», являющееся информационным партнёром «Россия сегодня» на Украине, главой которого ещё в 2013 году стал Дмитрий Киселёв. 26 марта 2014 года, уже как глава представительства «РИА Новости» на Украине, подписал «открытое письмо журналистскому сообществу России» с критикой введения санкций против Киселёва. Весной того же года был в командировке в Крыму, а также в Донецке.
Указом президента России Владимира Путина за № 488 от 30 сентября 2015 года Вышинский получил российское гражданство по ранее поданному соответствующему заявлению. При этом он не вышел из украинского гражданства, и как отмечалось в СМИ, «второй паспорт — не криминал, но ответ на вопрос о „заслугах перед Отечеством“ в контексте конфликта на востоке Украины этот факт, конечно, даёт».

### Уголовное дело

#### Обыски и задержание
15 мая 2018 года в офисах и помещениях «РИА Новости — Украина» и квартире Вышинского в Киеве сотрудниками Службы безопасности Украины были проведены обыски. У Вышинского был найден паспорт гражданина России, российские государственные награды, георгиевские ленточки, а также пачки денег в евро, долларах и фунтах стерлингов. В тот же день заместитель главы СБУ Виктор Кононенко сообщил на брифинге о результатах совместного расследования сотрудников СБУ и прокуратуры Автономной Республики Крым в отношении Вышинского. Он заявил об установлении факта того, что весной 2014 года Вышинский уехал в Крым, где с подчинёнными ему журналистами изготавливал информационные материалы, оправдывающие аннексию Крыма Россией, а по возвращении в Киев вместе с несколькими другими журналистами развернул активную деятельность по информационной поддержке «ЛНР» и «ДНР», признанных на Украине террористическими организациями. По данным Кононенко, ежемесячно Вышинский получал для проведения такой деятельности по 53 тысячи евро, а всего за месяц на его счета поступало около 100 тысяч евро, которые переводились из России через Сербию в Украину.
Как указывали в СБУ, для перевода денег и сокрытия места их происхождения, Вышинский зарегистрировал на своё имя три не связанные с журналистской деятельностью фирмы — ООО «Интерселект», «Новостком Эксперт» и «Консалт-медіа», не считая ряда компаний-прокладок, в документах на которые был указан один юридический адрес. По данным СМИ, фактически фирма «Интерселект» осуществляла свою деятельность подпольно под брендом компании «РИА Новости — Украина», которая не значится в Государственном реестре СМИ и информационных агентств Украины и не была зарегистрирована как представительство иностранной компании в Министерстве экономического развития и торговли Украины, при том, что само «РИА Новости» было ликвидировано в 2013 году по решению Путина, создавшего на его базе «МИА Россия сегодня», которое возглавил Киселёв. Как указали в СБУ, «деньги распределялись Вышинским между структурами и лицами, привлечёнными к противоправной деятельности», в том числе через сербскую компанию «SPN Media Solutions DOO Beograd», обслуживаемую филиалом банка ВТБ в Белграде (была создана 31 марта 2015 года принадлежащей «России сегодня» компанией «Медиа капитал». По отчётности не имела ни одного сотрудника, годовой оборот в 2015, 2016 и 2017 годах составлял 3,5 млн евро, оба директора были гражданами России. Впоследствии были обнаружены следы участия «SPN Media Solutions» в финансировании принадлежащего «России сегодня» прибалтийского сайта «Baltnews»). В тот же день сайт «РИА Новости — Украина» перестал обновляться, но продолжил работать.
Утром того же дня Вышинский был задержан у своего дома в Киеве в соответствии со статьёй 208 Уголовного процессуального кодекса Украины в рамках досудебного следствия. Позже ему было объявлено подозрение в совершении преступления предусмотренного частью 1 статьи 111 Уголовного кодекса Украины, то есть — государственная измена, заключающаяся в деянии, совершённом гражданином Украины «во вред суверенитету, территориальной целостности и неприкосновенности, обороноспособности, государственной, экономической или информационной безопасности Украины». Санкция данной нормы предусматривает наказание в виде лишения свободы на срок от 10 до 15 лет, с конфискацией имущества или без неё. Ранее о такой квалификации действий Вышинского уже заявлял генеральный прокурор Украины Юрий Луценко. Кононенко между тем отметил, что судить Вышинского будут как гражданина Украины, сообщив также о возможности лишения его украинского гражданства, однако отметив, что это может быть нецелесообразно.

#### Реакция и оценки
Произошедшее было осуждено генеральным секретарём Международной федерации журналистов Энтони Белланже, тогда как глава отделения организации «Репортёры без границ» стран Средней Азии и Восточной Европы Йоханн Бир потребовал «чётко объяснить, в чем заключалась государственная измена, либо незамедлительно освободить Кирилла Вышинского». Генеральный секретарь Совета Европы Турбьёрн Ягланд выразил свою обеспокоенность «последствиями неоднократных задержаний журналистов для ситуации со свободой СМИ на Украине», а комиссар Совета Европы по правам человека Дуня Миятович отметила, что «любое вмешательство в деятельность журналистов и СМИ должно соответствовать европейским стандартам по правам человека, включая принцип законности, правомерности, соразмерности такого вмешательства, а также его необходимости в демократическом обществе». Представитель государственного департамента США Хизер Нойерт отметила на пресс-брифинге, что «аресты журналистов или обыски в средствах массовой информации, если это делается, должны выполняться в соответствии с законом», учитывая обеспокоенность Украины интенсивностью «российской пропаганды». В министерстве иностранных дел Германии выразили заинтересованность в выяснении произошедшего, тогда как в министерстве иностранных дел Франции отказались комментировать ситуацию по причине недостатка необходимой информации.
Одной из первых на арест и обыски отреагировала главный редактор «МИА Россия сегодня» и телеканала «Russia Today» Маргарита Симоньян, написав в твиттере: «…ворвались в наш офис, сотрудники не выходят на связь, сайт не обновляется, телефоны заблокированы…», и назвав это местью за открытие Путиным Крымского моста, произошедшее в тот же день. Так как в Киеве не имеется офисов этих СМИ, Симоньян, сама связавшая их с «РИА Новости — Украина», позже уточнила, что данный ресурс «юридически с нами не связан, но является нашим информационным партнёром». Тем не менее о таком же понимании ситуации заявил представитель ОБСЕ по свободе СМИ Арлем Дезир, выразивший «серьёзную обеспокоенность утренним рейдом на офисы российских СМИ в Киеве». В заявлении представителя министерства иностранных дел России Марии Захаровой по поводу ареста «руководителя „РИА Новости — Украина“ К. Вышинского, задержанного на днях в Киеве сотрудниками СБУ», были осуждены «подобные репрессивные действия в отношении журналиста, всегда честно и добросовестно выполнявшего свой профессиональный долг», однако без указания на его гражданство и на то, является ли данное агентство зарегистрированным на Украине СМИ. Позднее в программе «Воскресный вечер» с Владимиром Соловьёвым на телеканале «Россия-1» она пояснила, что «корреспондент МИА „Россия сегодня“ работал на Украине как заявленный корреспондент и именно его журналистская деятельность послужила поводом сначала для обысков, потом арестов»; в заметке ТАСС по этому поводу было добавлено, что «ресурс „РИА Новости Украина“ юридически не связан с МИА „Россия сегодня“, но является информационным партнёром агентства». В то же время Симоньян заявила, что Вышинский — «украинский журналист, и работал он в украинском средстве массовой информации. Он действительно имеет и российское гражданство, и его СМИ было нашим партнёром действительно. Но, в общем, какая разница, почему мы вообще это обсуждаем?». Позднее Захарова на пресс-брифинге выразила «решительный протест в связи с рейдом украинских силовиков в отношении МИА „Россия сегодня“», заявив, что «российская сторона будет делать все для того, чтобы российский гражданин был освобождён, а в отношении других представителей СМИ, будь то российские граждане или российские СМИ, таких акций больше не совершалось». Также она увидела в задержании Вышинского угрозу «судьбам общеевропейского пространства» и «подавление инакомыслия в худших традициях тоталитарных режимов», обвинив внешнеполитические ведомства Германии и США в недостаточно жёстких комментариях в связи с задержанием Вышинского, но при этом назвав эту ситуацию частью «колоссальной информационно-пропагандистской работы, а на самом деле антиработы, которую ведёт Запад в отношении Российской Федерации». Впоследствии, в посольстве России в Лондоне упрекнули также власти Великобритании в невнимании к судьбе Вышинского.
С требованием освободить Вышинского выступили председатель Союза журналистов России Владимир Соловьёв, постоянный представитель России при ООН Василий Небензя, постоянный представитель России при ОБСЕ Александр Лукашевич, члены Государственной думы, Совета при президенте Российской Федерации по развитию гражданского общества и правам человека, комиссий Общественной палаты России по развитию информационного сообщества, СМИ и массовых коммуникаций и по развитию общественной дипломатии, гуманитарному сотрудничеству и сохранению традиционных ценностей. Заместитель министра иностранных дел России Григорий Карасин сообщил о направлении властям Украины двух нот протеста, а официальный представитель Следственного комитета России Светлана Петренко заявила о возбуждении Главным следственным управлением СК уголовного дела «по факту воспрепятствования законной деятельности журналиста и привлечения заведомо невиновного лица к уголовной ответственности» (статьи 144 и 299 Уголовного кодекса России), которого «принуждали к отказу от распространения объективной информации о событиях в России и на Украине». В Совете Федерации предложили создать «акт Вышинского» с «очень жесткими санкциями» в отношении Украины по аналогии с «актом Магнитского», и данное предложение было позднее поддержано в Госдуме.
18 мая под дождём у посольства Украины в Москве прошёл согласованный с мэрией митинг в поддержку Вышинского с участием Симоньян и Киселёва, российских журналистов, членов Общественной палаты, ЛДПР, «Единой России» и Общероссийского народного фронта, в том числе депутата Госдумы Петра Толстого и гендиректора «News Media» Арама Габрелянова, в общей сложности порядка 200 человек. В то же время в «РИА Новости» организовали информационную кампанию, обратившись с просьбой прокомментировать ситуацию с Вышинским в несколько десятков иностранных СМИ, в частности Великобритании, Франции, Германии, США, но практически не получили ответов.

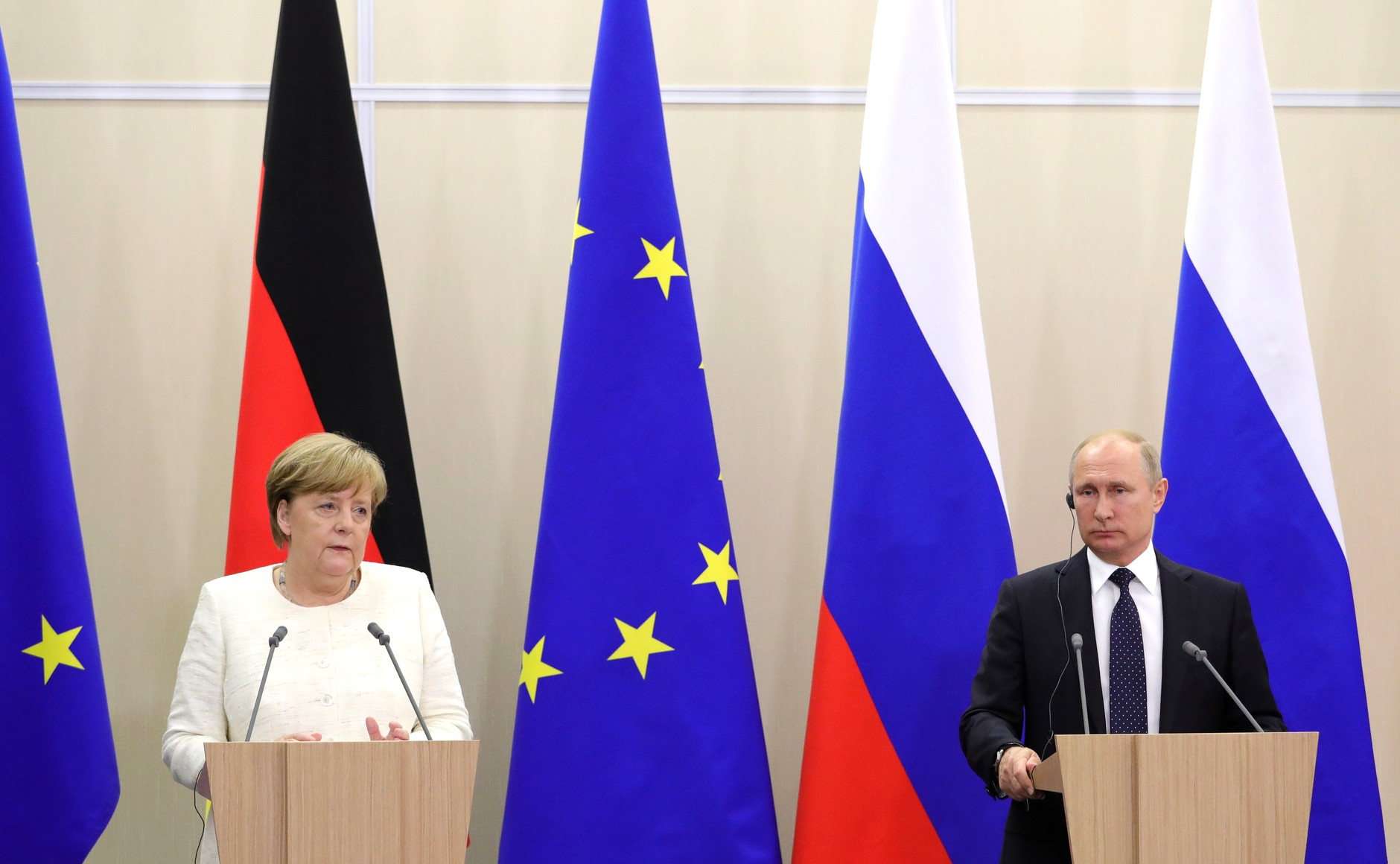
Меркель и Путин

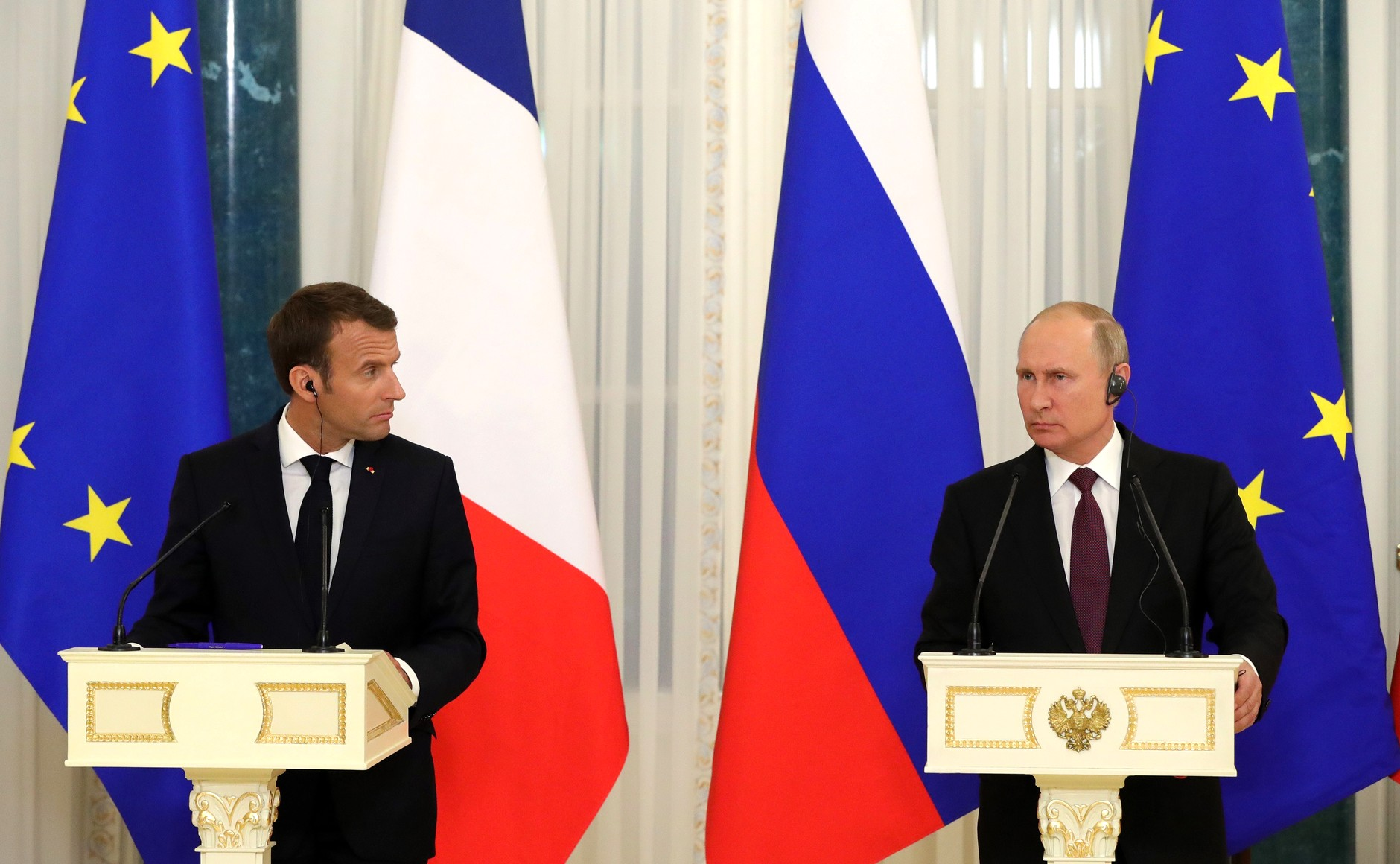
Макрон и Путин

В тот же день на совместной пресс-конференции с канцлером ФРГ Ангелой Меркель в Сочи Путин отметил, что затронул в беседе тему «беспрецедентного» задержания Вышинского, тогда как она отметила, что обсудит с президентом Украины Петром Порошенко данный случай, также, «как я говорила о российских журналистах, которых здесь арестовывают, и они не могут заниматься своей работой». Позже в МИД ФРГ выразили озабоченность в связи с ситуацией с Вышинским, отказавшись сообщить подробности конфиденциального разговора Меркель и Порошенко, в котором были затронуты итоги переговоров в Сочи, но отметив важность вопроса свободы СМИ.
24 мая на совместной пресс-конференции с президентом Франции Эмманюэлем Макроном в Санкт-Петербурге журналист RTL Кристоф Декруа задал Путину несколько вопросов, в том числе по поводу украинского режиссёра Олега Сенцова, сидящего в российской тюрьме по обвинению в терроризме, и получил следующий ответ:
Знаете что? Господин Сенцов задержан за подготовку к террористическим актам, а не за свою журналистскую деятельность. Меня в высшей степени удивляет, почему Вы, французский журналист, не задаётесь вопросом об ограничении деятельности журналистов на Украине. Только что, совсем недавно, несколько дней назад, задержан Ваш коллега, российский журналист. Ему предъявляются обвинения в государственной измене за его публичную позицию и за его работу именно в качестве журналиста. Почему‑то его судьба Вас не интересует. Согласитесь, это странно.
Проведя параллель с задержанием Вышинского, Путин назвал Сенцова журналистом при том, что тот им не является, перепутав по всей видимости его с Романом Сущенко, ещё одним украинцем, сидящим в российской тюрьме. Позже, различные журналисты сошлись во мнении о том, что задержание Вышинского — это формирование «обменного фонда» для возвращения Сущенко и Сенцова на Украину. Ранее такую возможность допустила представитель министерства иностранных дел Украины Марьяна Беца, а также глава СБУ Грицак.

#### Судебный процесс
2018 год

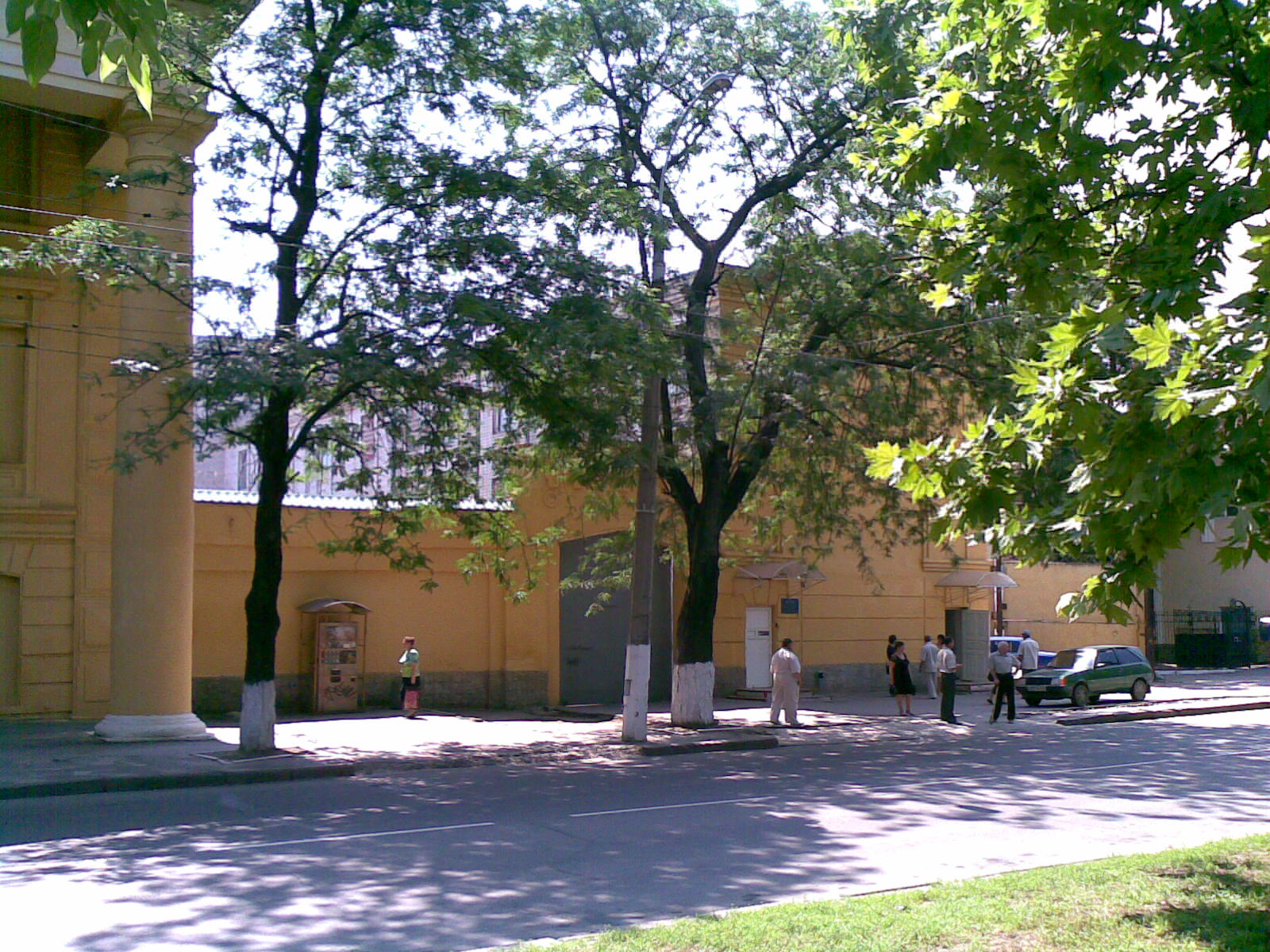
Следственный изолятор в Херсоне

16 мая 2018 года Вышинский был этапирован в Херсон, где располагался офис прокуратуры АР Крым, которая вела его дело. Адвокат Вышинского Андрей Доманский заявил, что его подзащитный не признаёт вины, но в то же время не смог пояснить наличие у него российских наград. Сам Вышинский сказал, что по этому поводу «не полемизировал с прокурором»
. По прошению адвоката на основании соответствующих документов Вышинский был помещён под врачебное наблюдение и снабжён необходимыми лекарствами, так как ранее перенёс операцию на желудочно-кишечном тракте. В то же время Симоньян заявила, что Вышинского «прямо сейчас, наверняка, пытают», тогда как его адвокат отметил, что никаких жалоб на содержание в следственном изоляторе не было. Тем не менее о «пытках» в отношении Вышинского заявил и Киселёв. С просьбами посетить Вышинского в СИЗО к уполномоченному Верховной рады Украины по правам человека Людмиле Денисовой обратились председатель СПЧ Михаил Федотов и омбудсмен Татьяна Москалькова. По итогам поездки в Херсон Денисова отметила, что в камере Вышинского есть душ и туалет, а от него самого касательно условий содержания жалоб не поступило.
Да, у меня два паспорта, но, послушайте, у десятков тысяч людей на Закарпатье по два паспорта. Это для кого-то новость?
17 мая состоялось заседание Херсонского городского суда по избранию меры пресечения в отношении Вышинского. Накануне прокуратура АР Крым направила в суд ходатайство об его аресте на два месяца, а в СБУ сообщили, что на допросы было вызвано 47 человек, а допрошено в итоге — 48 свидетелей. Прокурор заявил на суде, что по данным судебно-лингвистической семантико-текстуальной экспертизы № 116/1 от 13 апреля 2018 года в публикациях Вышинского содержатся «высказывания о целесообразности, возможности и необходимости изменения государственной границы Украины, в том числе в форме призывов, лозунгов, агитации за создание на территории Украины (среди прочего — и путем введения российских войск в Украину) новых государств или нового государства Новороссии (со столицей в г. Донецк) с целью объединения с Россией, но не войти в её состав, а своим существованием создать новую империю, большое государство вместе с нынешней Российской Федерацией», тогда как «Крым в указанных текстах безальтернативно рассматривается как субъект Российской Федерации, а его выход из состава Украины вполне закономерным», а также «информация, которая унижает национальную честь и достоинство, нивелирует культурную и историческую ценность определенной части украинского общества, а также имеющиеся признаки разжигания межэтнической вражды среди населения», что было квалифицировано как признаки преступления по статьям 110 («посягательство на территориальную целостность и неприкосновенность Украины») и 161 («нарушение равноправия граждан в зависимости от их расовой, национальной независимости, религиозных убеждений, инвалидности и по другим признакам») УК Украины. Прокурор попросил суд арестовать Вышинского на 60 дней без определения размера залога. Выступив с ходатайством о просьбе дать ему возможность говорить на русском языке, Вышинский признал наличие у него второго российского гражданства. Также он отметил, что все статьи были опубликованы на сайте «РИА Новости — Украина» в рубрике «Точка зрения» и поэтому в их содержании нет ничего предосудительного. Выслушав обе стороны, судья Ярослав Мусулевский огласил перерыв в заседании для принятия решения. Он удовлетворил ходатайство прокуратуры, постановив применить к Вышинскому меру пресечения в виде содержания под стражей до 13 июля без назначения размера залога, сообщив также о возможности подачи апелляции в течение 5 дней со дня объявления решения.
Адвокат Доманский сообщил, что обжалует приговор, и 21 мая подал апелляционную жалобу в Апелляционный суд Херсонской области. Заседание было назначено на 29 мая, а рассмотрение дела было поручено судьям Юрию Гемме, Игорю Калиниченко и Игорю Красновскому. В назначенный день Вышинский подал ходатайство о переносе заседания по причине неявки адвокатов из-за их занятости в других делах, после чего глава коллегии судей Гемма удовлетворил его прошение и перенёс слушания на 1 июня, в связи с чем заседание продлилось всего три минуты. На заседании 1 июня адвокат Доманский ходатайствовал перед коллегией освободить Вышинского из стеклянного бокса и получив отказ, попросил об отводе судей, однако ему было отказано и в этом. Ввиду этого Вышинский обратился к Путину с «просьбой принять все необходимые меры для моего скорейшего освобождения» и «предоставления мне правовой защиты стороны консульства и посольства», заявил в адрес Порошенко о «выходе из гражданства Украины» и прошении передать своё заявление в администрацию президента, отметив, что «с этой минуты считаю себя только гражданином РФ», а также сказал «отдельное спасибо Путину и Меркель за то, что они обратили внимание на ситуацию с моим делом, с тем, как на Украине относятся к журналистам и как наша журналистская деятельность становится предметом деятельности спецслужб». По решению Апелляционного суда, которое не подлежит обжалованию, жалобы адвокатов оставлены без удовлетворения, а постановление судьи Херсонского городского суда — без изменений.
В ответ на обращение Вышинского заместитель официального представителя МИД России Артём Кожин сказал, что «мы, как известно, своих не бросаем» и «естественно, мы будем действовать в рамках соответствующих международно-правовых норм». Тем временем, представитель Государственной миграционной службы Украины Сергей Гунько отметил, что согласно статье 18 закона Украины «О гражданстве» процедура выхода из украинского гражданства предусмотрена только для граждан Украины, постоянно проживающих на территории иностранного государства, чего в случае Вышинского не наблюдается. Тем не менее, адвокат Доманский сообщил, что прошение его подзащитного об отказе от гражданства направлено в администрацию президента Украины.
7 июня в СБУ заявили о вскрытии банковской ячейки Вышинского, в которой были обнаружены трудовой договор от 6 марта 2014 года за подписью 1-го заместителя генерального директора «МИА Россия сегодня» Галины Кожиной на руководство представительством агентства на Украине, более 200 тысяч долларов и предмет, похожий на пистолет «Браунинг 1906». В тот же день во время телепередачи «Прямая линия» ведущий и бывший пресс-секретарь избирательного штаба Владимира Путина на президентских выборах 2018 года Андрей Кондрашов зачитал вопрос, «который пришёл по соцсетям»: «Рассматриваете ли Вы возможность обмена российского журналиста Кирилла Вышинского на осуждённого в Крыму режиссёра Олега Сенцова?»; словно оправдавшись перед Путиным: «„Режиссера“ — условно, я цитирую, как написано», на что получил следующий ответ:
Вы знаете, нашего журналиста, Вышинский, да? Его ведь задержали и арестовали сейчас на Украине за его прямую профессиональную деятельность, за осуществление его журналистской функции. Это абсолютно беспрецедентная и абсолютно недопустимая политика сегодняшних украинских правителей, она должна найти соответствующее отражение в реакции журналистского сообщества и международных правозащитных организаций. А что же касается другого фигуранта, господина Сенцова, он ведь задержан в Крыму, кстати говоря, не за журналистскую деятельность, а за подготовку террористического акта, за подготовку взрыва, в результате которого могли пострадать конкретные люди. Это совершенно разные вещи. Разные и несопоставимые. Поэтому мы пока об этом не думали. Я думаю о другом – о том, что здравый смысл должен восторжествовать на Украине. Надеюсь, что мы добьёмся освобождения российского журналиста, в том числе и под давлением международных организаций, от которых так или иначе украинские власти сегодня зависят.
9 июня между Путиным и Порошенко состоялся телефонный разговор, в котором была достигнута договорённость о том, что омбудсмены России и Украины посетят заключённых своих стран. Позже, на пресс-конференции по итогам саммита Шанхайской организации сотрудничества в Пекине, Путин отметил, что обсуждал «вопросы, связанные с выдачей людей», однако воздержался от дальнейших комментариев, чтобы «ничего здесь не нарушить и ничему не помешать». Наличие договорённости о совместном посещении заключённых подтвердили Федотов и Москалькова, а также Денисова, которая ранее уже обсудила данный вопрос с Порошенко. Тем не менее Денисову не пустили к Сенцову в колонию по причине «нарушения договорённостей».
6 июля исполнилось 50 дней со дня ареста Вышинского. На следующий день, 7 июля, прокуратурой АР Крым было объявлено Вышинскому о подозрении в совершении уголовного преступления по части 1 статьи 263 УК Украины (незаконное приобретение, хранение огнестрельного оружия и боеприпасов) в соответствии с результатами судебно-баллистической экспертизы, по которым изъятый ранее из его банковской ячейки пистолет был идентифицирован как «FN Browning M1906». 11 июля по ходатайству главного управления СБУ и прокуратуры АР Крым судья Херсонского городского суда Мусулевский продлил арест Вышинского ещё на два месяца, то есть до 13 сентября. 19 июля тот же суд арестовал имущество Вышинского, в частности квартиру (71,6 м²), гараж-эллинг (67,9 м²), автомобили «Mitsubishi Outlander» и «SsangYong Actyon», с возможностью подачи апелляции на это решение в течение 5 дней. Тем временем, его адвокат сообщил, что 20 июля подаст апелляцию на решение о продлении ареста, что и было сделано. 30 июля Вышинский не был доставлен из СИЗО на заседание по рассмотрению апелляции и по прошению адвоката новое заседание было назначено на 6 августа. В этот день коллегия судей Апелляционного суда Херсонской области приняла решение отменить решение суда первой инстанции от 11 июля и сократить срок пребывания Вышинского под стражей, превысивший установленные законом 60 дней, на 5 дней — до 8 сентября. Тем временем Киселёв продолжил сравнивать сидение Вышинского в СИЗО с пытками, в то время как адвокат отметил, что условия содержания его подзащитного соответствуют принятым на Украине стандартам. Меж тем, в Управлении Верховного комиссара ООН по правам человека отметили, что его сотрудники дважды посещали Вышинского в СИЗО.
24 августа прошёл 100-й день нахождения Вышинского под арестом. В тот же день Москалькова со слов адвоката заявила, что Вышинский подал следователю прошение о встрече с ней, особо отметив, что он «не счел для себя возможным прибегать к эффектным, но бессодержательным способам защиты своих прав, вроде голодовки». Меж тем, после выдвижения кандидатуры Сенцова на Нобелевскую премию мира лауреатом этой награды за 1983 год бывшим президентом Польши Лехом Валенсой, член СПЧ Александр Брод заявил, что Вышинский «сделал для мира и защиты прав человека намного больше» и поэтому «больше достоин быть номинантом на Нобелевскую премию мира». Впоследствии Москалькова назвала Вышинского узником совести, но при этом затруднилась дать оценку ситуации с теми, кто сидит в российских тюрьмах за выступление против власти. Также Вышинского как узника совести охарактеризовал и Киселёв.
…Речь идет не о человеке, который выдаёт себя за журналиста, сценариста или человека искусства. Это журналист по плоти и крови. Это человек, который известен […] всему международному сообществу именно в качестве журналиста. Это человек, который не был представителем другой профессии, параллельно не занимался журналисткой или какой-либо другой гуманитарной деятельностью. К. В. Вышинский изначально занимался журналистикой,  делал это профессионально и качественно. Еще раз хотела бы сказать, что именно в этом качестве и в этой ипостаси он был заявлен на Украине. Он также известен мировому журналистскому сообществу исключительно как журналист.Мария Захарова, представитель МИД РФ.

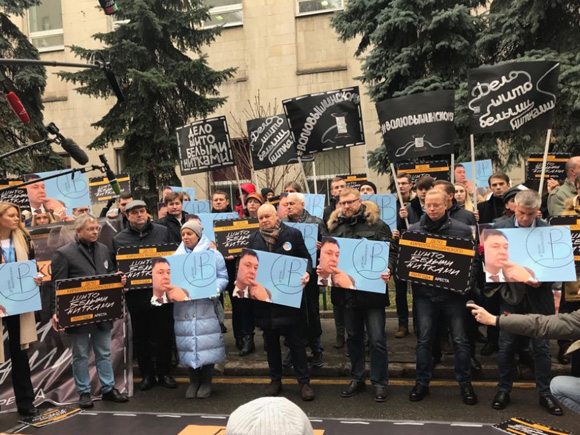
Акция поддержки Вышинского, 2018 год

5 сентября Вышинскому стало плохо на заседании Херсонского городского суда, который удовлетворил ходатайство адвоката о проведении медицинского обследования и его подзащитный был госпитализирован из зала суда с подозрением на инфаркт. В тот же день Вышинский был снова доставлен на возобновлённое заседание суда, который обязал следствие провести его полное медицинское освидетельствование и объявил перерыв до 6 сентября за отсутствием одного из адвокатов. Меж тем, начальник херсонского СИЗО Александр Яголковский сообщил, что Вышинский несколько раз обследовался кардиологами, которые не находили у него никаких проблем с сердцем. 6 сентября рассмотрение ходатайства прокуратуры о продлении ареста продолжилось. Суду была предоставлена медицинская справка, в которой значилось, что Вышинский может участвовать в судебных заседаниях и содержаться под стражей, однако он сам сказал, что полноценного медобследования не было проведено. В тот же день судья Мусулевский продлил арест Вышинского на 60 дней до 4 ноября.
Вышинский, как и Фучик, является для всех нас, а особенно для молодых работников медиа, примером: своим мужеством и героизмом они показали, что никакие испытания не могут сломить Журналиста. У фашистов был Юлиус Фучик, у украинцев — Кирилл Вышинский.
11 сентября адвокат Доманский подал апелляцию на решение о продлении ареста. 14 сентября на заседании Апелляционного суда Херсонской области рассмотрение апелляции было отложено, а новое заседание назначено на 26 сентября. В этот день Вышинский не был доставлен в суд, а заседание перенесено на 2 октября. Адвокат Доманский предположил, что это могло произойти из-за проблем со здоровьем,, однако двумя днями ранее он же сам говорил, что ухудшений в состоянии Вышинского нет. 2 октября заседание также не состоялось, а рассмотрение жалобы было отложено по причине ликвидации всех апелляционных судов Украины в рамках судебной реформы по созданию вместо них окружных судов. Позже адвокат Доманский сообщил, что рассмотрение апелляции в новосозданном Херсонском апелляционном суде было назначено на 23 октября. В этот день в удовлетворении апелляции было отказано, а арест Вышинского был продлён до 4 ноября. В то же время в генпрокуратуру поступило ходатайство следствия о продлении сроков следствия до 8 месяцев, рассмотрение которого было назначено на 31 октября. После этого представитель ОБСЕ по свободе СМИ Арлем Дезир выразил надежду, что досудебное следствие в отношении Вышинского не будет продлено, а расследование будет проведено «в полном соответствии с принципами закона, необходимости и пропорциональности». 31 октября суд не удовлетворил ходатайство адвокатов об отводе судьи, а 1 ноября продлил арест Вышинского до 28 декабря. 11 декабря Херсонский апелляционный суд оставил решение Херсонского городского суда о продлении ареста без изменений. 26 декабря адвокаты снова предприняли попытку подать отвод судье ввиду чего заседание было пересено на 27 декабря, и в тот день арест был продлён до 27 января.
2019 год

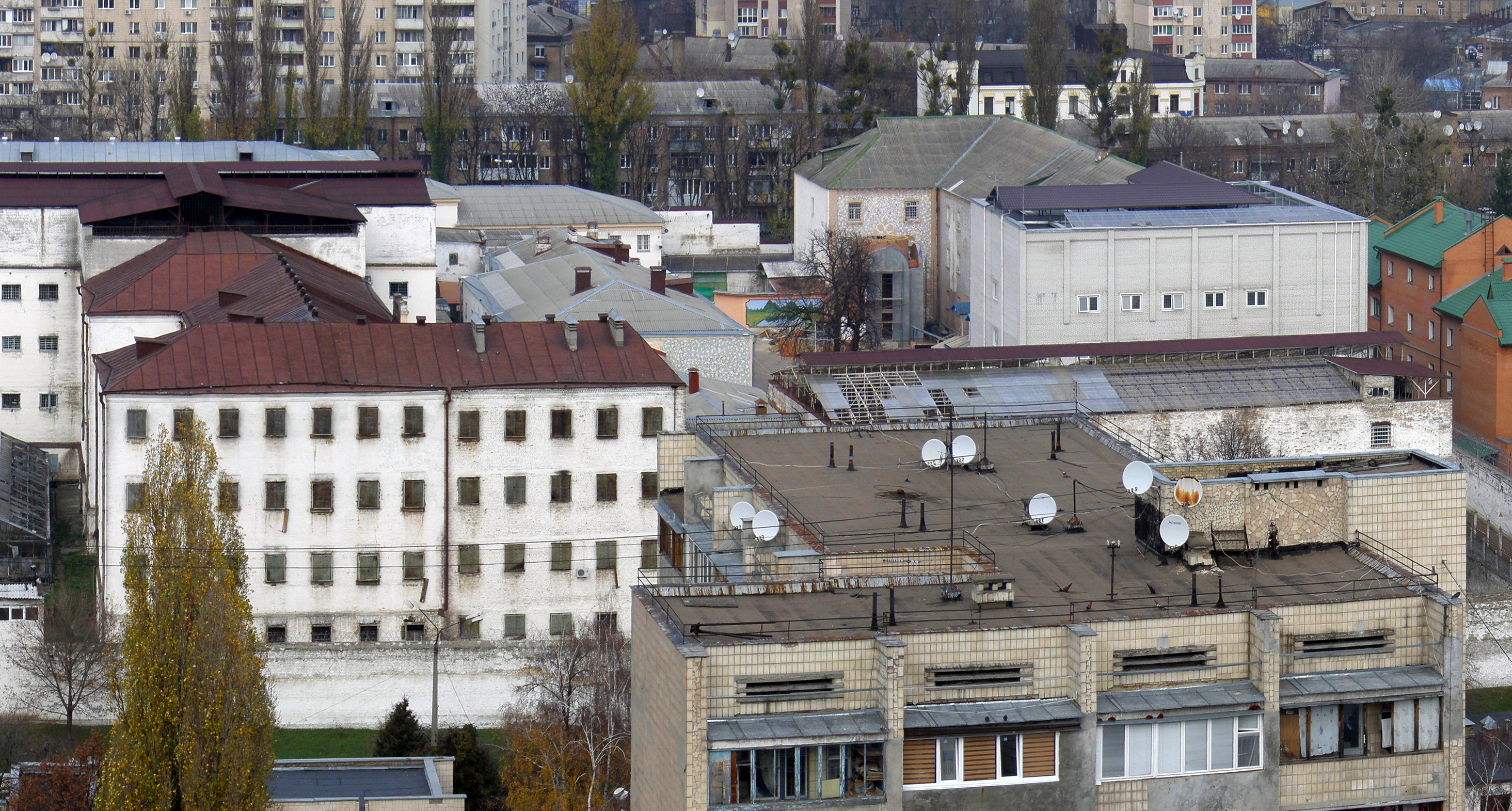
Лукьяновское СИЗО в Киеве

14 января 2019 года Херсонский апелляционный суд оставил в силе очередное решение Херсонского городского суда о продлении ареста. 17 января по ходатайству начальника следственного отдела Главного управления Службы безопасности АР Крым срок содержания Вышинского под стражей был продлён до 16 февраля.
22 января российский Следственный комитет открыл еще одно уголовное дело, на этот раз в отношении начальника следственного отдела главного управления СБУ Андрея Просняка — по обвинению в «воспрепятствовании законной профессиональной деятельности журналиста и незаконное привлечение к уголовной ответственности» (статьи 144 и 299 УК РФ). 25 января коллегия судей Первой судебной палаты Кассационного уголовного суда в составе Верховного суда Украины удовлетворила ходатайство Вышинского о его непосредственном участии в судебном заседании по рассмотрению кассационной жалобы, назначенном на 20 марта. 31 января коллегия судей судебной палаты по рассмотрению уголовных дел Херсонского апелляционного суда оставила без удовлетворения апелляционные жалобы защитников Вышинского на решение о продлении его ареста. 8 февраля арест был продлён ещё на два месяца — до 8 апреля. 6 марта прокуратура АР Крым по результатам досудебного расследования направила в Подольский районный суд Киева обвинительный акт в отношении Вышинского. 14 марта Вышинский был этапирован из Херсона в Киев, где определён в камеру Лукьяновского СИЗО. 20 марта коллегия судей Первой судебной палаты Кассационного уголовного суда ВС передала на рассмотрение объединенной палаты КУС ВС кассационную жалобу адвокатов Вышинского. 26 марта Подольский районный суд Киева продлил арест Вышинского до 24 мая. 27 мая объединенная палата Кассационного уголовного суда в составе Верховного суда оставила кассационную жалобу Вышинского без удовлетворения.
4 апреля Подольский районный суд начал рассмотрение дела по существу и после двухчасового судебного заседания, во время которого стороной обвинения были зачитаны 18 из 78 страниц обвинительного акта, был объявлен перерыв до 15 апреля. В тот день были зачитаны 34 страницы обвинительного акта, после чего новое заседание было назначено на 25 апреля. После зачитывания ещё 23 страниц очередное заседание было назначено на 2 мая. В тот день Вышинского не доставили из следственного изолятора в суд, ввиду чего была организована видеоконференция, зачитаны 55 страниц обвинения, однако подсудимый отказался от дальнейшего участия в заседании из-за плохой связи, в результате чего оно было перенесено на 7 мая. 7 мая количество зачитанных страниц обвинительного акта достигло 63-х, новое заседание было назначено на 30 мая, а арест Вышинского был продлён до 22 июля. 30 мая были зачитаны 74 страницы, а 11 июня зачитывание обвинительного акта завершилось. Согласно обвинительному акту, на основании дактилоскопической, баллистической, семантико-лингвистической экспертиз было установлено, что Вышинский призывал к насильственному изменению и свержению конституционного строя, захвату государственной власти, совершению действий с целью изменения границ территории и государственной границы Украины, разжиганию национальной вражды и ненависти, и был обвинён в унижении национальной чести и достоинства, приобретении и хранении огнестрельного оружия, легитимизации аннексии Крыма и выборов в Л/ДНР при обстоятельствах, отягчающих наказание, таких как «совершение преступления группой лиц по предварительному сговору», «совершение преступления обвиняемым повторно», повторное «совершение преступления группой лиц по предварительному сговору».

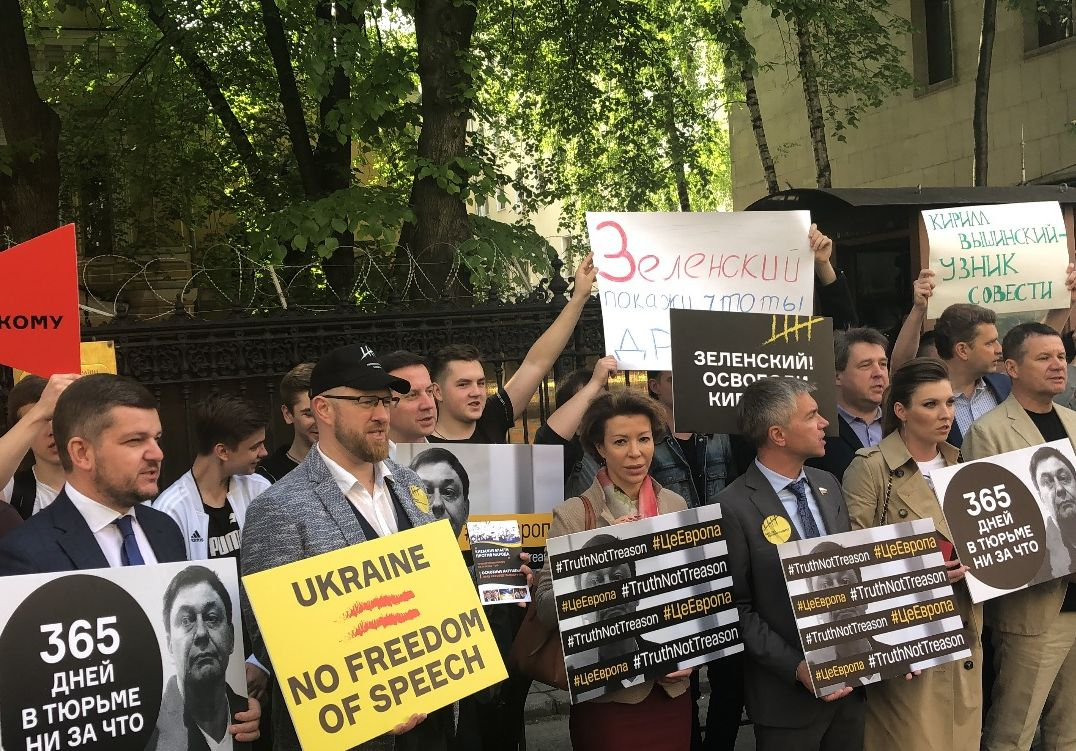
Акция поддержки Вышинского, 2019 год

20 июня по итогам программы «Прямая линия с Владимиром Путиным» Путин во время общения с журналистами на вопрос об освобождении Вышинского отметил, что «мы думаем об этом, мы не забыли». 10 июля главный редактор радиостанции «Эхо Москвы» Алексей Венедиктов приехал в Киев и передал президенту Зеленскому письмо от матери Вышинского, а затем посетил его в СИЗО. 11 июля состоялся первый телефонный разговор между Путиным и новоизбранным президентом Украины Владимиром Зеленским, в ходе которого были обсуждены вопросы «совместной работы по возвращению удерживаемых с обеих сторон лиц». Впоследствии Зеленский отметил, что Путин видит решение проблемы пленных в обмене «всех на всех», добавив, что «всех на всех мы обязательно сделаем, но давайте сначала вернем всех тех, кто есть в России, есть в Крыму, и начнем с моряков», а именно членов Военно-морского флота Украины, задержанных 25 ноября 2018 года в Керченском проливе. В ответ пресс-секретарь президента России Дмитрий Песков сказал, что первым шагом могло бы стать освобождение Вышинского, а в свою очередь в администрации Зеленского предложили российской стороне сделать свой шаг навстречу, то есть освободить Сенцова. Зеленский позже уточнил, что это нужно сделать одновременно в качестве доброй воли.
15 июля из-за занятости судей по другому делу заседание по вопросу о продлении ареста Вышинского было перенесено на 19 июля. Между тем, пресс-секретарь генерального прокурора Украины Лариса Сарган отметила, что Вышинского могли в тот день выпустить из-под стражи, так как 25 июня Конституционный суд по жалобе народного депутата Надежды Савченко и бывшего председателя Апелляционного суда АР Крым Валерия Чорнобука отменил норму Уголовно-процессуального кодекса, запрещающую применять к подозреваемым в госизмене или терроризме любую меру пресечения, кроме содержания под стражей. В тот день суд не согласился с доводами адвокатов Вышинского об освобождении его из-под стражи под личное обязательство, продлил арест до 19 сентября. Адвокаты подали жалобу на данное решение, однако судебное заседание, назначенное на 13 августа, сначала было отложено до 20 августа, а затем — на неопределённое время по причине болезни одного из членов судейской коллегии.
28 августа Киевский апелляционный суд отменил решение Подольского районного суда от 19 июля о продлении ареста Вышинского, изменив ему меру пресечения с содержания под стражей на личное обязательство являться в суд по первому требованию, сообщать об изменении места жительства и воздержаться от общения со свидетелями по своему делу. Вышинский был освобождён в зале суда, проведя в заключении 1 год и 3 месяца, или порядка 400 дней. Данное решение поприветствовали в Организации по безопасности и сотрудничеству в Европе, Европейской федерации журналистов, Международной федерации журналистов.

### Освобождение, последующая деятельность
7 сентября 2019 года Вышинский был освобожден в рамках обмена между Россией и Украиной по схеме «35 на 35». Среди обменянных украинцев оказались Олег Сенцов и 24 украинских моряка, среди отданных россиянам был ключевой свидетель катастрофы Boeing 777 в Донецкой области Владимир Цемах, присутствие которого в списке на обмен согласно украинским властям было обязательным условием РФ. В то время, как в киевском аэропорту «Борисполь» присутствовало высшее руководство Украины, в том числе президент Зеленский, а также родственники обменянных и активисты, во «Внуково-2» допустили избранных журналистов из государственных СМИ и два автобуса с затонированными стеклами. Вышинского на своём автомобиле увёз Дмитрий Киселёв, остальных никто не встречал. Сам Вышинский ранее неоднократно выступал против своего обмена и заявлял о своём намерении добиваться оправдательного приговора. После обмена Вышинский сохранил статус подозреваемого в деле о госизмене, заявив, что будет участвовать в судебном процессе, однако уже 16 сентября 2019 года не смог присутствовать на заседании суда по причине проведения «углублённого медосмотра», ввиду чего оно было перенесено на 6 ноября.
Я родился и вырос на Украине, я прожил там бо́льшую часть своей жизни, практически всю, и понимаю, что это моя Родина. Но за многие месяцы, которые я провел, я понял, что Отечество мое здесь, в России, и Отечество – это единственная страна, которая первой встала на мою защиту, которая, как отец, защитила меня от той несправедливости, которая со мной творилась.
9 сентября Вышинский встретился с Лавровым, поблагодарив его за поддержку, последний в свою очередь отметил, что «мы за всех наших граждан радеем, в том числе за тех, кто не в ладах с законом, по подозрениям, добиваемся справедливости, справедливого судебного разбирательства». 23 сентября он принял предложение члена СПЧ Александра Брода занять должность постоянного эксперта по вопросам защиты прав россиян за рубежом в комиссии Совета при Президенте Российской Федерации по развитию гражданского общества и правам человека. На следующий день было объявлено о том, что «с целью культурологического познания Украины» Вышинский будет вести передачу под названием «Настоящая Украина» на российском телевидении. 25 сентября Вышинский выступил на заседании Совета Федерации, спикер которого Валентина Матвиенко отметила, что его «пламенная речь прозвучала как справедливый обвинительный приговор киевскому режиму и тому беспределу, который творится на Украине»; членам СФ Вышинский передал список журналистов, которые по его мнению преследуются на Украине по политическим мотивам. 3 октября в ходе Валдайского форума он имел краткую беседу с Путиным, которому затем лично выразил «огромное» спасибо.

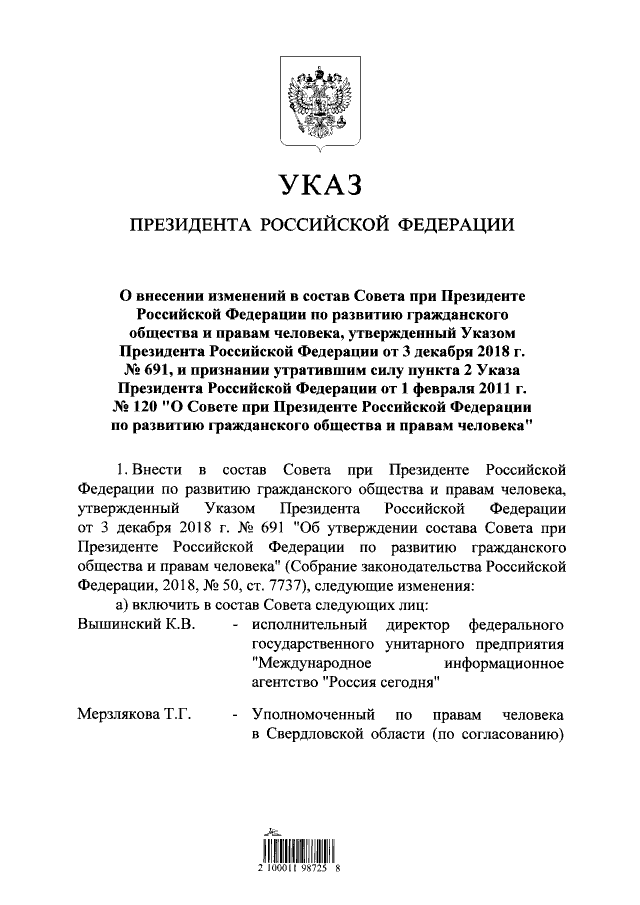
Указ Путина о назначении Вышинского членом СПЧ

Вышинский остался сотрудником «РИА Новости», а также главредом «РИА Новости — Украина», несмотря на то, что редакции уже не существует, а сайт застыл на дате 15 мая 2018 года с заметкой об обысках. Он также заявил о намерении продолжить писательскую работу, и 30 сентября выпустил первую после освобождения статью — «о свободе слова на Украине». 7 октября Вышинский был назначен на пост исполнительного директора медиагруппы «Россия сегодня». 21 октября он был назначен членом Совета по правам человека согласно указу Путина. Одновременно из Совета были исключены наиболее активные оппоненты российской власти — Екатерина Шульман, Илья Шаблинский, Павел Чиков, Евгений Бобров, а также Михаил Федотов, которого на посту председателя СПЧ сменил Валерий Фадеев. Данные изменения, названные в Кремле «обычной ротацией», были расценены в правозащитном сообществе как превращение СПЧ в «очередной пропагандистский рупор», «большой удар» и «разгром». Сам Вышинский отметил, что в качестве члена СПЧ займётся защитой прав российских журналистов на территории других государств, указав в качестве таковых Украину и страны Прибалтики. Так как Вышинский не был замечен в защите прав человека в России, по мнению обозревателей СПЧ таким образом превратится в бутафорскую организацию и трибуну для рассказов об «ужасающих» нарушениях в этой сфере за границей. Между тем, согласно данным СБУ, число граждан Украины незаконно удерживаемых на территории Л/ДНР достигло 245 человек. Так, 22 октября в ДНР по обвинению в шпионаже к 15 годам колонии строгого режима был приговорён украинский журналист Станислав Асеев, сидевший в тюрьме ещё с 2017 года. В связи с этим российский Профсоюз журналистов и работников СМИ обратился к Вышинскому, как пережившему схожую ситуацию, с просьбой «возвысить свой голос против тяжкого приговора». 10 декабря Вышинский принял участие в заседании СПЧ в Кремле, где поднял тему уголовного преследования властями Украины российских граждан, в частности тех, которые живут на территории Крыма. В свою очередь Путин попросил его подготовить список преследуемых крымчан, который был назван «списком Вышинского». Впоследствии, Вышинский встретился с комиссаром Совета Европы по правам человека Дуней Миятович, передав ей список преследуемых на Украине журналистов и проинформировав о ситуации с агентством «Sputnik Эстония», а также представил в Парламентской ассамблее Совета Европы документ с изложением «тех репрессивных мер, которым подвергаются наши коллеги на территории Латвии, Литвы, Эстонии, Польши, Германии, Франции, Великобритании».
30 октября 2019 года Вышинский представил документальный сериал «Люди Донбасса» для «РИА Новости», героями которого стали деятели непризнанной ДНР и известные уроженцы Донбасса — ректор Донецкого национального университета Светлана Беспалова, «свидетель» по делу сбитого боинга Владимир Цемах, глава администрации Горловки Иван Приходько, российский волонтёр Игорь Кимаковский, руководитель Института неотложной и восстановительной хирургии имени В. К. Гусака Эмиль Фисталь, политолог Владимир Корнилов, телеведущий Дмитрий Куликов, поэтесса Анна Ревякина, министр иностранных дел ДНР Наталья Никонорова.
С января 2020 по декабрь 2022 года — автор и ведущий программы «Типичная Україна» на телеканале «Россия-24»; планировалось создание 40 передач продолжительностью 26 минут каждая с периодичностью выхода один раз в неделю. Студия программы была оформлена в виде кухни, наполненной стереотипными напоминаниями об Украине: холодильник «Донбасс», миниатюрная модель автомобиля «Запорожец», портрет Тараса Шевченко, шарф киевского футбольного клуба «Динамо», советский журнал «Украина»; сам ведущий иногда использует украинские слова (которые переводятся на русский язык субтитрами, иногда — с ошибками). Героями сюжетов оказываются российские и украинские эксперты, также в эфире присутствуют обычные жители Украины — селяне и жители Киева. В перерывах между сюжетами Вышинский разговаривает с гостем программы — украинцем, ныне проживающим в России. Тональность программы отличалась от российских шоу, где Украина становилась ключевой темой: в ней не было общения на повышенных тонах, обвинений в руководства Украины и украинских политиков, не упоминаются события в Крыму 2014 года и на Донбассе. Программа не избежала скандала: журналисты BBC в разговоре с рядом героев программы обнаружили, что журналисты программы обманом получали комментарии украинских спикеров, которым представлялись в качестве сотрудников телеканала UA:Суспільне, информагентства УНИАН и документалистов. Автором всех сюжетов трёх первых программ «Типичной Украины» оказался бывший сотрудник НТКУ под псевдонимом «Александр Микляев», который ни разу не появился в кадре и отказался общаться с журналистами BBC.
Мне кажется, прожив всю сознательную жизнь на Украине, я достаточно чувствую и ее, и тех, для кого делаю программу, — я больше семи лет работал собственным корреспондентом ВГТРК на Украине, рассказывал о ней россиянам. Зрителю интересны не только знаменитая украинская кухня или история вышиванки, но и наша общая история — легендарные изобретатели, просветители, экономика сегодняшнего дня и современные технологии. Им интересно то, что сближает, а не разобщает людей.Кирилл Вышинский.
В 2021 году выпустил книгу «Жил напротив тюрьмы…» — о своём пребывании в «застенках Киева». В том же году «на фоне огромного количества слухов и противоречивой информации» специально посетил Алексея Навального, содержащегося в исправительной колонии общего режима в городе Покров Владимирской области, с целью «посмотреть, как устроено это учреждение пенитенциарной системы». В последующих комментариях для «РИА Новости» отмечал, что Навальный «демонстративно игнорировал все команды, которые подавались в отряде», в связи с чем создаёт «определенное напряжение» для других осуждённых. Также Вышинский сравнил условия колонии со службой в армии, заявив, что они гораздо лучше тех, в которых «я был в Украине» — есть даже фаянсовый унитаз.
С января 2021 по июнь 2022 года — ведущий проекта «1/6» на телеканале «Россия-24», рассказывающего о постсоветском пространстве. С января 2023 года — автор и ведущий цикла «Типичная Новороссия» на этом же телеканале. В 2022 году выступил в поддержку вторжения России на территорию Украины, заявив, что целью этого является «демилитаризация и денацификация», так как украинцы «потеряли способность рационально мыслить», однако «пока неясно, какие памятники нужно будет сносить, и кого надо поражать в правах».
15 января 2023 года решением Совет национальной безопасности и обороны Украины и по указу президента Украины Владимира Зеленского был включён в санкционный список за «распространение нарративов в соответствии с кремлёвской пропагандой для целей оправдания действий России», а 25 февраля внесён в санкционный список всех стран Евросоюза как «российский пропагандист», который «через подчинённое СМИ Спутник „Россия Сегодня“ распространяет прокремлёвскую пропаганду и дезинформацию об агрессивной войне России против Украины».
23 октября 2023 года Вышинский был назначен главным редактором радиостанции Sputnik международной медиагруппы «Россия сегодня».
В 2024 году стал доверенным лицом кандидата в президенты России Владимира Путина.

## Личная жизнь
Представляет себя как русскоязычного украинца. Родители — Валерий Вышинский и Лариса Богданова. Жили в Днепре, мать впоследствии переехала в Москву, а отец остался на Украине.
Жена — Ирина Викторовна Вышинская, гражданка РФ. После ареста мужа выехала в Россию «по соображениям безопасности». 3 июня 2018 года квартира Вышинских в Киеве была ограблена неизвестными, по факту чего полицией была начата проверка, а затем и возбуждено уголовное дело. В ноябре того же года Вышинская в согласовании с Дмитрием Киселёвым и Дмитрием Куликовым заключила контракт на 50 тысяч долларов США с американской лоббистской компанией «The Friedlander Consulting Group LLC» на представление её интересов «по вопросам защиты прав журналистов в Украине» и организации соответствующих встреч с конгрессменами США.

## Награды

### Российские
Государственные
- Медаль ордена «За заслуги перед Отечеством» I степени (22 апреля 2014 года, № 10717, указом президента России)[49]. Секретным указом за № 269 от данной даты был награждён ряд журналистов с формулировкой «за высокий профессионализм и объективность в освещении событий в Республике Крым»[473][474].
- Медаль «За возвращение Крыма» (15 апреля 2014 года, № 217, приказом министра обороны России)[49].
- Премия Правительства Российской Федерации в области средств массовой информации (2021 год) — за мужество при исполнении профессиональных обязанностей и личный вклад в борьбу за права журналистов[475]. Вручена премьер-министром России Михаилом Мишустиным в 2022 году на церемонии в Доме правительства[476].

Общественные
- Премия «Камертон» имени Анны Политковской от Союза журналистов России (8 сентября 2018 года)[477][478]. Номинирован на следующий день после продления ареста[479][480]. Как отметил председатель СЖР Владимир Соловьёв, члены жюри большинством голосов приняли решение о награждении Вышинского, так как его «жизнь подвергается наибольшей опасности, он заключён в тюрьму за свою профессиональную деятельность»[481][482]. Вручена Ирине Вышинской на церемонии в московской государственной консерватории имени П. И. Чайковского в Международный день солидарности журналистов[483][484].
- Международная литературно-медийная премия имени Олеся Бузины в категории «Журналистика» (17 сентября 2018 года)[485][486].

### Украинские
- Благодарность Центральной избирательной комиссии Украины (13 июня 2006 года) — за добросовестное исполнение своих обязанностей, организацию на высоком качественном уровне подготовки и проведения выборов народных депутатов Украины 26 марта 2006 года, обеспечение соблюдения принципов избирательного процесса, реализации избирательных прав граждан Украины[487].

## Фильмография
- 2017 — «Олесь Бузина: жизнь вне времени»[488].